# Berlin (phim tài liệu)
Berlin (tiếng Nga: Берлин) là một phim tài liệu về chiến dịch giải phóng Berlin năm 1945 của nhà điện ảnh Yuly Rayzman.

## Vinh danh
- Liên hoan phim Febio - Praha (2005)